# Cathorops
Cathorops – rodzaj ryb z rodziny ariusowatych (Ariidae).

## Występowanie
Wody słodkie i słonawe Ameryki.

## Klasyfikacja
Gatunki zaliczane do tego rodzaju:
- Cathorops agassizii
- Cathorops aguadulce
- Cathorops arenatus
- Cathorops belizensis
- Cathorops dasycephalus
- Cathorops fuerthii
- Cathorops higuchii
- Cathorops hypophthalmus
- Cathorops kailolae
- Cathorops liropus
- Cathorops manglarensis
- Cathorops mapale
- Cathorops melanopus
- Cathorops multiradiatus
- Cathorops nuchalis
- Cathorops raredonae
- Cathorops spixii – arius karaibski[3]
- Cathorops steindachneri
- Cathorops taylori
- Cathorops tuyra
- Cathorops wayuu

Gatunkiem typowym jest Arius hypophthalmus (C. hypophthalmus).